# Enrique Guaita
Enrique Lucas Gonzales Guaita, auch Enrico Guaita (* 15. Juli 1910 in Lucas González, Provinz Entre Ríos; † 18. Mai 1959 in Argentinien), war ein argentinisch-italienischer Fußballspieler.
Enrique Guaita war ein berühmter Vertreter der Oriundi, einer Generation von Spielern mit italienischen Vorfahren, die in Südamerika aufwuchsen und später in die Heimat ihrer Eltern zurückkehrten und dort auch für die Nationalmannschaft spielten.
Er spielte als Rechtsaußen, war ein begnadeter Dribbler und hatte einen starken Schuss. Mit der italienischen Nationalmannschaft wurde er 1934 Fußball-Weltmeister.
Guaita starb im Jahr 1959 im Alter von nur 48 Jahren in Argentinien.

## Karriere

### Im Verein
Enrique Guaita begann seine Karriere im Jahr 1927 in Argentinien bei Estudiantes de La Plata. Im Jahr 1933 wechselte er zum AS Rom nach Italien, wo er für zwei Spielzeiten Stammkraft war. In der Saison 1934/35 erzielte er in 29 Spielen 29 Tore und wurde damit Torschützenkönig der Serie A. Diese Trefferausbeute ist noch heute absoluter Serie-A-Rekord für die Meisterschaft mit 16 Mannschaften. Insgesamt traf er in 61 Ligaeinsätzen 43 Mal. Aus dieser Zeit stammt auch sein Spitzname Il Corsaro Nero (Der Schwarze Korsar), da die Roma damals noch in schwarzen Trikots spielte.
Im Sommer 1935 endete Guiatas Karriere in Italien jedoch abrupt, als er, um der Einberufung zum Militär und einem eventuellen Kampfeinsatz im Italienisch-Äthiopischen Krieg zu entgehen, zurück in sein Heimatland ging. Von 1936 bis 1937 stand er bei Racing Club Avellaneda unter Vertrag, zwischen 1938 und 1939 spielte Enrique Guaita wieder bei Estudiantes de La Plata.

### In der Nationalmannschaft
Guaita war einer von zwölf Spielern, die in ihrer Karriere sowohl für die argentinische als auch für die italienische Nationalmannschaft spielten. Für Argentinien absolvierte er vier Länderspiele und schoss dabei ein Tor. Für die Squadra Azzurra stand er zehnmal auf dem Platz und erzielte fünf Treffer.
Bei der Fußball-Weltmeisterschaft 1934, die in Italien ausgetragen wurde, stand Guaita im Kader Italiens, absolvierte vier der fünf Partien und erzielte im Halbfinale gegen Österreich den Siegtreffer zum 1:0. Damit brachte er Vittorio Pozzos Azzurri ins Finale gegen die Tschechoslowakei, das man mit 2:1 nach Verlängerung gewann.
Auch beim Gewinn des Europapokals der Nationalmannschaften 1933–1935 war er für Italien mit von der Partie.

## Erfolge
- Weltmeister: 1934
- Europapokal der Nationalmannschaften 1933–1935